# Verano zombie
Verano zombie è il secondo album in studio del rapper italiano Noyz Narcos, pubblicato il 9 marzo 2007 dalla Traffik Records.

## Descrizione
Il ritornello di Intro (presente in Verano Zombie) è stato utilizzato come sottofondo di una scena del cortometraggio Ganja Fiction, proprio nel momento in cui fanno la comparsa i componenti del gruppo TruceKlan. Un verso del brano Autodistruttivo (Musica truce vi cuce la bocca con un fil di ferro/vi dona un coltello ed un motivo per averlo/non è bello come un ronzio nel cervello/non sono né tuo zio né tuo fratello, ciao bello) è stato invece riutilizzata come ritornello del brano Musica truce, presente in Guilty.

## Tracce
1. Intro (feat. Gengis) – 2:26
2. Verano Zombie (feat. Metal Carter) – 3:40
3. Parla Chiaro – 2:30
4. Quelle Notti – 2:43
5. Merda Music – 2:29
6. Autodistruttivo – 2:44
7. Don't Fuck with Me (feat. Duke Montana) – 2:43
8. Karashò (feat. Danno) – 3:47
9. Infame (feat. Chicoria) – 2:41
10. 666 (feat. Mystic I, Violetta Beauregarde, Duke Montana) – 2:39
11. Mentalità da Clan (feat. Marracash) – 2:50
12. Real TV (feat. Gué Pequeno, Vincenzo da Via Anfossi) – 2:35
13. Falchi della Notte (feat. Cole) – 2:31
14. Io, Gel e la Stronza (feat. Gel I) – 2:24
15. Senza Uscita – 3:19

## Formazione
Musicisti
- Noyz Narcos – voce, base musicale (traccia 2), produzione (tracce 12 e 13), post-produzione
- Gengis – scratch (tracce 1 e 15)
- Metal Carter – voce (traccia 2)
- Reeks – tastiera aggiuntiva (traccia 2)
- Duke Montana – voce (tracce 7 e 10)
- Danno – voce (traccia 8)
- Chicoria – voce (traccia 9)
- Mystic I – voce (traccia 10)
- Violetta Beauregarde – voce (traccia 10)
- Marracash – voce (traccia 11)
- Gué Pequeno – voce (traccia 12)
- Vincenzo da Via Anfossi – voce (traccia 12)
- Cole – voce (traccia 13)
- Gel I – voce (traccia 14)

Produzione
- Rough – produzione (traccia 1)
- Don Joe – produzione (traccia 3)
- Fuzzy – produzione (tracce 4 e 14), missaggio, mastering
- Syne – produzione (tracce 5, 6, 7, 9, 10 e 11)
- Lou Chano – produzione (traccia 8), registrazione, post-produzione
- 3FX – produzione (traccia 15)